# Hypsirhynchus ferox
Hypsirhynchus ferox — вид змій родини полозових (Colubridae). Мешкає в Гаїті і Домініканській Республіці.

## Підвиди
Виділяють три підвиди:
- Hypsirhynchus ferox ferox Günther, 1858 — Гаїті (за винятком півострова Тібурон), захід і південь Домініканської Республіки;
- Hypsirhynchus ferox exedrus Schwartz, 1971 — острів Саона[en];
- Hypsirhynchus ferox paracrousis Schwartz, 1971 — острів Гонав.

## Поширення і екологія
Hypsirhynchus ferox мешкають на острові Гаїті та на кількох сусідніх островах. Вони живуть в тропічних лісах і акацієвих заростях, на висоті до 1700 м над рівнем моря. Живляться ящірками, відкладають яйця.